# Сандра Кнапп
Сандра Кнапп (англ. Sandra Knapp; нар. 1956 — британська жінка-ботанік, народжена в США.  Вона є дослідником Відділу рослин Музею природознавства у Лондоні, у 2018-2022 роках була президентом Лондонського Ліннеївського товариства. Під час роботи в Музеї природознавства в Лондоні вона займалася створенням каталогу рослин Мексики та Центральної Америки «Flora Mesoamericana». Сандра Кнапп опублікувала кілька книг на ботанічні теми, а також значну кількість наукових статей. У 2016 році вона була нагороджена медаллю Ліннея. У 2022 році її обрали членом Лондонського Королівського товариства. У 2023 році їй було присвоєно звання Офіцера Ордену Британської імперії (OBE) та була нагороджена Медаллю Енглера від Міжнародної асоціації таксономії рослин.

## Освіта
Кнапп отримала ступінь бакалавра з ботаніки в Помонському коледжі (1978) та доктора філософії у Корнелльському університеті (1986), де вона працювала з Майклом Д. Валеном.

## Наукова діяльність
Knapp спеціалізується на різних таксонах роду Solanum, включаючи кладу Geminata, кладу Dulcamaroid, кладу Thelopodium, групу Pteroidea, томат (Solanum lycopersicum). Вона також є експертом з інших таксонів родини пасльонових (Solanaceae), включаючи рід Nicotiana та триби Anthocercidae і Juanulloeae.
Кнапп збирала рослини у Центральній та Південній Америці для Ботанічного саду Міссурі та Корнельського університету. Вона також працювала в Інституті ботанічних досліджень Університету штату Міссісіпі.
З 1992 року Кнапп працює науковим співробітником у відділі ботаніки Музею природознавства в Лондоні. Також вона активно займається польовою роботою та дослідженнями гербарію, бере участь у таксономічних дослідженнях кладу «Geminta» та «Dulcamaroid», зокрема в контексті проекту Planetary Biodiversity Inventory Project Solanum, всесвітнього дослідницького проекту з картографування пасльонових. Вона бере участь у спільному проекті з роз’яснення геномної еволюції «Nicotiana». Кнапп також активно залучає приватний сектор до імплементації угоди про біорізноманіття в Гран-Чако. Вона є редактором серії публікацій Flora Mesoamericana, проекту, спрямованого на картографування якомога більшої кількості рослин, що зустрічаються в Месоамериці.
Вона є автором кількох книг з ботаніки або ботанічних досліджень і написала понад 200 рецензованих наукових статей. Франкомовне видання її книги «Potted Histories» під назвою «Le Voyage Botanique» у 2004 році було удостоєно премії П’єра-Жозефа Редуте, заснованої в 2000 році для найкращої франкомовної книги з ботаніки.
Кнапп також опублікувала численні ботанічні назви, зокрема таксонів родини пасльонових. Разом із лепідоптерологом Джеймсом Маллетом опублікувала три ботанічні назви страстоцвітів. Одну з них, «Passiflora macdougaliana», вони назвали на честь фахівця з вивчення пасифлор Джона М. Макдугала. Сам МакДугал назвав Passiflora sandrae на честь Сандри Кнапп.

## Відзнаки та нагороди
У 2016 році вона була нагороджена разом з Джорджиною Мейс медаллю Ліннея. У 2009 році Американське товариство систематиків рослин нагородило Кнапп медаллю Пітера Рейвена за залучення громадськості до науки та медаллю Джона Бернетта від Національної мережі біорізноманіття Великобританії Університетський коледж Лондона та Стокгольмський університет присвоїли Кнапп звання почесного професора. У 2022 році Національний тропічний ботанічний сад США нагородив її медаллю Девіда Ферчайлда за дослідження рослин. Також у 2022 році Кнапп була обрана членом Лондонського королівського товариства.
У 2023 році їй було присвоєно звання Офіцера Ордену Британської імперії (OBE) за заслуги в ботаніці та громадське розуміння науки. Також у 2023 році вона була нагороджена Медаллю Енглера від Міжнародної асоціації таксономії рослин на знак визнання її видатного внеску в таксономію та систематику рослин, водоростей та грибів. Ця нагорода була вручена в липні 2024 року на Міжнародному ботанічному конгресі.